# Elaeocarpus magnifolius
Elaeocarpus magnifolius är en tvåhjärtbladig växtart som beskrevs av Erling Christophersen. Elaeocarpus magnifolius ingår i släktet Elaeocarpus och familjen Elaeocarpaceae. Inga underarter finns listade i Catalogue of Life.